# Elfriede Geiringer
Elfriede Geiringer (născută Markovits; n. 13 februarie 1905, Viena, Austro-Ungaria – d. 2 octombrie 1998, Londra, Anglia, Regatul Unit) a fost o supraviețuitoare evreică a Holocaustului din cel de-al Doilea Război Mondial. Ea a fost cea de-a doua soție a lui Otto Frank, care era tatăl lui Anne și Margot Frank, și a contribuit alături de el la popularizarea Jurnalului Annei Frank și la informarea tineretului cu privire la Holocaust.

## Biografie

### Primii ani
Elfriede Markovits s-a născut la Viena (Austria), în 1905. Ea s-a căsătorit cu Erich Geiringer, iar cuplul a avut doi copii: un fiu, Heinz, născut în 1926, și o fiică, Eva, născută pe 11 mai 1929. După anexarea Austriei de către Germania Nazistă, familia Geiringer a fugit mai întâi în Belgia, apoi în 1938 în Țările de Jos, unde s-au stabilit la Amsterdam ca vecini ai familiei Frank. Eva și Anne s-au cunoscut.

### Al Doilea Război Mondial
Atunci când Germania Nazistă a invadat Țările de Jos și Heinz a primit o citație pentru a fi deportat într-un lagăr de muncă, familia s-a ascuns. Ei s-au ascuns cu succes timp de doi ani și ar fi supraviețuit războiului dacă nu ar fi fost denunțați în mai 1944. Membrii familiei Geiringer au fost apoi capturați de naziști și trimiși în lagărul de concentrare Auschwitz-Birkenau. Elfriede și fiica ei, Eva, au fost eliberate în ianuarie 1945 de trupele sovietice, dar Erich și Heinz Geiringer au pierit în marșul forțat către Mauthausen, care fusese organizat chiar înainte de sosirea sovieticilor. Elfriede Geiringer și fiica ei, Eva, au revenit la Amsterdam pe 13 iunie 1945. Otto Frank le-a vizitat în apartamentul lor, la scurtă vreme. 

### Viața postbelică
Geiringer s-a căsătorit cu Otto Frank în noiembrie 1953, iar cei doi s-au stabilit în apropiere de Basel, Elveția. Ei și-au petrecut o mare parte a timpului informând lumea cu privire la importanța Jurnalului Annei Frank și la ororile pe care le-au experimentat evreii în timpul Holocaustului. Soții Frank au contribuit, alături de Johannes Kleiman, la înființarea muzeului memorial Casa Anne Frank din Amsterdam. 

### Moartea
După ce a trăit suficient de mult pentru a vedea nașterea a cinci strănepoți, Elfriede Geiringer a murit liniștită în somn pe 2 octombrie 1998, la casa ei din Londra.
În 2013 au fost publicate memoriile postHolocaust ale fiicei ei, Eva Schloss, intitulate After Auschwitz: A Story of Heartbreak and Survival by the stepsister of Anne Frank.